# Glutaril-7-aminocefalosporansko-kiselinska acilaza
Glutaril-7-aminocefalosporansko-kiselinska acilaza (EC 3.5.1.93, 7beta-(4-karboksibutanamido)cefalosporansko kiselinska acilaza, cefalosporin C acilaza, glutaril-7-ACA acilaza, CA, GCA, GA, cefalosporinska acilaza, glutaril-7-aminocefalosporanska kiselinskaa acilaza, GL-7-ACA acilaza) je enzim sa sistematskim imenom (7R)-7-(4-karboksibutanamido)cefalosporanat amidohidrolaza. Ovaj enzim katalizuje sledeću hemijsku reakciju
(7)-7-(4-karboksibutanamido)cefalosporanat + 2O {\displaystyle \rightleftharpoons } (7R)-7-aminocefalosporanat + glutarat
Ovaj enzim formira 7-aminocefalosporansku kiselinu.

## Literatura
- Nicholas C. Price; Lewis Stevens (1999). Fundamentals of Enzymology: The Cell and Molecular Biology of Catalytic Proteins (Third изд.). USA: Oxford University Press. ISBN 019850229X.
- Eric J. Toone (2006). Advances in Enzymology and Related Areas of Molecular Biology, Protein Evolution (Volume 75 изд.). Wiley-Interscience. ISBN 0471205036.
- Branden C; Tooze J. Introduction to Protein Structure. New York, NY: Garland Publishing. ISBN 0-8153-2305-0.
- Irwin H. Segel. Enzyme Kinetics: Behavior and Analysis of Rapid Equilibrium and Steady-State Enzyme Systems (Book 44 изд.). Wiley Classics Library. ISBN 0471303097.

## Spoljašnje veze
- Glutaryl-7-aminocephalosporanic-acid+acylase на 